# Сенат Польши
Сенат Республики Польша (пол. Senat Rzeczypospolitej Polskiej) — верхняя палата польского парламента (нижняя палата — Сейм Республики Польша). Состоит из 100 сенаторов.

## История
Во время правления Казимира Великого в Польше создаётся новый орган власти — королевский Совет (пол. Rada królewska), состоявший из назначаемых королём сановников, таких как подканцлер, подскарбий, придворный маршал. В 1493 году был организован первый общепольский сейм. Королевский совет был преобразован в высшую палату сейма — сенат. Нижней палатой — палатой депутатов, стала «посольская изба».
К середине XVII века сформировались три так называемых «сеймовых сословия», куда помимо двух палат входил король.
В начале XVI века в условиях столкновения сил магнатов, шляхты и церковных феодалов в Польше завершается процесс оформления сословной монархии. В 1501 году магнатам удалось добиться издания Мельницкого привилея, по которому власть переходила в руки сената, а королю практически отводилась роль его председателя. Но уже в 1505 году шляхта добилась издания Радомской конституции. Согласно этой конституции новые законы могли издаваться лишь с согласия обеих палат вального (общего) сейма, который стал высшим законодательным органом, ограничивающим королевскую власть в пользу феодалов. Со временем в сейме всё большую роль стала играть посольская изба.
В 1569 году Королевство Польское и Великое княжество Литовское были объединены в конфедеративное государство — Речь Посполитую. Поскольку в Речи Посполитой король не управлял, на эту роль претендовал сенат, главой которого, впрочем, был монарх. Члены сената назначались пожизненно и фактически несли ответственность только перед Речью Посполитой. На сенаторов была возложена задача контролировать монарха. Сенаторы-резиденты, представлявшие постоянно действующий орган сейма, исполняли функцию постоянных королевских советников и отчитывались непосредственно перед сеймом. Но сенат так и не стал институтом государственного управления: роль монарха уменьшалась, а набиравшие силу магнаты нашли способы влияния на посольскую избу.
В независимой Польской Республике Сенат был создан в соответствии с «мартовской» конституцией 1921 года. Сенат избирался на пять лет всеобщим голосованием. По «апрельской» конституции 1935 года 64 из 96 сенаторов избирались небольшим (около 100 тысяч) числом граждан, выбранных по принципу обладания заслугами перед государством, образованием или офицерским званием и доверием государства. Остальные 32 сенатора назначались президентом. В обоих случаях сенатором мог стать гражданин Польши, достигший 40 лет. На референдуме 30 июня 1946 года было заявлено, что 68 % поляков проголосовало за ликвидацию Сената, хотя после публикации документов из архивов выяснилась настоящая цифра — 26,9 %.
Современный Сенат был создан в 1989 году по результатам «Круглого стола» — переговоров властей ПНР с оппозицией. При этом Сенат существовал в Польской Республике в 1922—1939 годах (формально существовал до 1946 года) и в Речи Посполитой. С 2005 по 2015 год большинство в Сенате имела партия Гражданская платформа. С 2015 года большинство — у партии «Право и справедливость». В современной Польше необходимость существования Сената иногда подвергается сомнению. Так, в прошлом третья по величине партия в Сейме Польши, Движение Паликота, включила пункт о ликвидации Сената в свою предвыборную программу.

## Полномочия
По Конституции, Сенат имеет право заблокировать любой законопроект, принятый в Сейме, однако Сейм может преодолеть вето Сената при принятии законопроекта абсолютным большинством голосов.

## Организационная структура
- Маршал (пол. marszałek — марша́лэк) Сената является третьим лицом в порядке исполнения полномочий президента Польши после самого президента и спикера Сейма. В современной истории Польши он занимал эту должность однажды — 8 июля 2010 года, когда президент Лех Качиньский погиб, а маршал (спикер) Сейма Бронислав Коморовский ушёл в отставку.
- несколько вице-маршалов (Wicemarszałkowie);
- Президиум (Prezydium Senatu), состоит из маршала и вице-маршалов;
- Совет старейшин (Konwent Seniorów), состоит из маршала, вице-маршалов и председателей клубов.

## Избрание
Сенаторы избираются народом по мажоритарной системе в 1 тур по одномандатным округам (в 1989—2010 годах по многомандатным округам) сроком на четыре года. Сенатором может стать гражданин Польши, достигший 30 лет. Выборы в Сенат проходят одновременно с выборами в Сейм.

## Состав Сената по итогам выборов
| Союз демократических левых сил, Левые (2019) Солидарность (1989, 1991), Избирательная акция Солидарность (1997) Демократический союз (1993), Союз свободы (1997), коалиция «Сенат-2001» (2001), Гражданская платформа (2005, 2007, 2011, 2015), Гражданская коалиция (2019), Сенатский пакт 2023 (2023) Польская народная партия, Польская коалиция (2019) Право и справедливость Конфедерация независимой Польши (1991), Движение за восстановление Польши (1997), Лига польских семей (2001, 2005) Самооборона Независимые |

В 1989 Сенат избирался не с Сеймом, а с 1991 года избирается совместно с сеймом. Сейчас действует 9 созыв Сейма и 10 созыв Сената.

## Список Маршалов Сената
- Анджей Стельмаховский (1989—1991)
- Август Хелковский (1991—1993)
- Адам Струзик (1993—1997)
- Алиция Гжеськовяк (1997—2001)
- Лонгин Пастусяк[англ.] (2001—2005)
- Богдан Борусевич (2005—2015)
- Станислав Карчевский (2015—2019)
- Томаш Гродзкий (2019—2023)
- Малгожата Кидава-Блоньская (С 2023)

## Комиссии
- (политико-правовые вопросы)
  - Комиссия законодательная (Komisja Ustawodawcza);
  - Комиссия иностранных дел (Komisja Spraw Zagranicznych);
  - Комиссия Европейского союза (Komisja Spraw Unii Europejskiej);
  - Комиссия национальной обороны (Komisja Obrony Narodowej);
- (экономические вопросы)
  - Комиссия национальной экономики и инноваций (Komisja Gospodarki Narodowej i Innowacyjności);
  - Комиссия бюджета и публичных финансов (Komisja Budżetu i Finansów Publicznych);
  - Комиссия сельского хозяйства и развития села (Komisja Rolnictwa i Rozwoju Wsi);
  - Комиссия инфраструктуры (Komisja Infrastruktury);
- (гуманитарные вопросы)
  - Комиссия культуры и средств массовой информации (Komisja Kultury i Środków Przekazu);
  - Комиссия науки (Komisja Nauki);
  - Комиссия образования (Komisja Edukacji);
  - Комиссия спорта (Komisja Sportu);
  - Комиссия семьи, пенсионной и социальной политике (Komisja Rodziny, Polityki Senioralnej i Społecznej);
  - Комиссия окружающей среды (Komisja Klimatu i Środowiska);
  - Комиссия здравоохранения (Komisja Zdrowia);
- (процедурные вопросы)
  - Комиссия петиций (Komisja Petycji);
  - Комиссия правилосоответствия, этике и сенаторских дел (Komisja Regulaminowa, Etyki i Spraw Senatorskich);
- (прочее)
  - Комиссия прав человека и верховенства закона (Komisja Praw Człowieka i Praworządności);
  - Комиссия местного самоуправления и государственной администрации (Komisja Samorządu Terytorialnego i Administracji Państwowej);
  - Комиссия по делам эмиграции и связей с поляками за границей (Komisja Spraw Emigracji i Łączności z Polakami za Granicą).